# В'язовецька сільська рада (Червоноармійський район)
В'язовецька сільська рада — колишня адміністративно-територіальна одиниця та орган місцевого самоврядування в Пулинському (Червоноармійському) районі Волинської округи, Київської та Житомирської областей УРСР з адміністративним центром у селі В'язовець.

## Населені пункти
Сільській раді на момент ліквідації були підпорядковані населені пункти:
- с. Відерне
- с. В'язовець

## Населення
Кількість населення ради, станом на 1931 рік, складала 944 особи.

## Історія та адміністративний устрій
Створена 24 серпня 1923 року в складі колоній Вацлавпіль, В'язовець Вацлавпільської та Відерне Чернявської сільських рад Пулинського району Житомирської (пізніше — Волинська) округи. 1 серпня 1925 року затверджена як німецька національна сільська рада. 3 квітня 1930 року, увійшла до складу, сформованого на базі Пулинського району, Пулинського німецького національного району Волинської округи. Станом на 1 жовтня 1941 року кол. Вацлавпіль не перебуває на обліку населених пунктів.
Станом на 1 вересня 1946 року сільрада входила до складу Червоноармійського району Житомирської області, на обліку в раді перебували села Відерне та В'язовець.
Ліквідована 11 серпня 1954 року, відповідно до указу Президії Верховної ради УРСР «Про укрупнення сільських рад по Житомирській області»; територію та населені пункти включено до складу Кошелівської сільської ради Червоноармійського району Житомирської області.